# Made Possible
Made Possible è l'ottavo album in studio del gruppo The Bad Plus, uscito nel 2012. Questo album è il primo in cui il trio utilizza oocasionalmente anche strumenti elettronici e sintetizzatori.

## Tracce
Tutti i brani sono ad opera del trio, tranne l'ultima traccia, Victoria, brano scritto da Paul Motian.
1. Pound for Pound – 6:10 (Reid Anderson)
2. Seven Minute Mind – 5:37 (Reid Anderson)
3. Re-Elect That – 6:25 (Ethan Iverson)
4. Wolf Out – 6:06 (David King)
5. Sing for a Silver Dollar – 5:42 (Ethan Iverson)
6. For My Eyes Only – 5:21 (David King)
7. I Want to Feel Good, Pt. 2 – 3:56 (David King)
8. In Stitches – 14:11 (Reid Anderson)
9. Victoria – 4:18 (Paul Motian)

## Formazione
- Ethan Iverson - pianoforte
- Reid Anderson - contrabbasso, elettronica, sintetizzatori
- Dave King - batteria, batteria elettronica